# 妮科尔·乌普霍夫
妮科尔·乌普霍夫（德語：Nicole Uphoff，1967年1月25日—），德国女子马术运动员。她曾代表西德和德国参加1988年、1992年和1996年夏季奥林匹克运动会马术比赛，获得四枚金牌。